# Джон Голмс (порноактор)
Джон Ке́ртіс Голмс, більш відомий як Джон К. Голмс або Джонні Водд (за іменем героя кіносеріалу) (8 серпня 1944, Ешвілл, Огайо – 13 березня 1988, Лос-Анджелес, Каліфорнія) — один із найбільш плідних порноакторів-чоловіків. У 1970-х і 1980-х роках знявся більш ніж в 2000 порнофільмів. Найбільше відомий завдяки своєму винятково великому розміру статевого члена, який рекламувався як найбільш довгий і товстий за весь час існування порноіндустрії. В кінці життя Голмс отримав сумну популярність через причетність до вбивства чотирьох наркоторговців, а також через смерть, що настала внаслідок ускладнень, які були пов'язані зі СНІДом.

## Ранній період
Джон Кертіс Естес народився 8 серпня 1944 року в невеликому містечку Ешвілл, розташованому в кількох милях від Колумбуса, столиці штату Огайо. Він був молодшим з чотирьох дітей Мері Джун Голмс (до шлюбу Бартон), набожної баптистки, яка регулярно відвідувала церкву разом з дітьми. Батька у свідоцтві про народження вказано не було. Мері і її чоловік, Едвард Голмс, за час існування шлюбу неодноразово жили порізно. Мати змінила прізвище Джона на Голмс, коли він був ще дитиною. Лише в 1986 році, коли перед поїздкою Джона в Італію мати показала йому рукописну копію оригіналу свідоцтва про народження, Джон дізнався, що ім'я його біологічного батька — Карл Естес.
Едвард Голмс, вітчим Джона, був алкоголіком і добряче псував життя всім членам сім'ї. Згодом Джон згадував, що насолоджувався відпочинком від рідного дому, коли бував у гостях у діда і бабусі по лінії матері. Мері Голмс розлучилася з чоловіком, коли Джону було 4 роки, після чого переїхала в Колумбус. Там сім'я жила в квартирі для незаможних разом з подругою Мері Голмс та її двома дітьми. Обидві жінки працювали службовицями та підробляли офіціантками, щоб прогодувати дітей. Коли Джону було 8 років, його мати взяла шлюб з Гарольдом Боуменом. Незабаром після цього сім'я переїхала з Колумбуса в Патаскалу. Голмс згадував, що Боумен був хорошим батьком до народження власного сина, а після цього втратив інтерес до нерідних дітей і став нехтувати ними.
Боумен, користуючись тим, що Джон був наймолодшим з дітей, неодноразово бив його. Подейкували, що Боумен був не зовсім здоровий психічно. Побиття тривали, поки Джону не виповнилося 16 років. Для свого віку він був дуже високий і дуже міцний і при черговій спробі Боумена побити його дав йому здачі. Після цього події Джон втік з дому, а після декількох днів вуличного життя повернувся і повідомив матері, що для повного повернення йому доведеться вбити Боумена. Зрештою Джон кинув школу і, заручившись письмовим дозволом матері, домігся зарахування в армію у віці 16 років. Після тренувального курсу в Форт Гордон, штат Джорджія, він три роки прослужив зв'язківцем у ФРН.
Після звільнення з армії Джон переїхав в Лос-Анджелес, де змінив кілька місць роботи. Працюючи водієм швидкої допомоги, він познайомився з медсестрою Шерон Гебеніні, на якій в 1965 році одружився. Незабаром після одруження Голмс влаштувався працювати водієм вилочного навантажувача на складі м'ясних продуктів неподалік від міста Кадагі в окрузі Лос-Анджелес. На роботі Голмсу доводилося регулярно перебувати в морозильній камері, а після цього виїжджати назовні, де було дуже жарко. Таке чергування температурного режиму викликало серйозні проблеми зі здоров'ям. За два роки роботи у Джона тричі був пневмоторакс правої легені. Проблеми зі здоров'ям не оминули і його дружину Шерон: за 17 місяців шлюбу в неї було три викидні.

## Подальше життя і порнокар'єра
Порнокар'єра Джона Голмса почалася приблизно в кінці 1960-х років. Існує багато чуток про те, як це сталося вперше, але, як правило, на підтримку будь-яких з них не наводиться будь-яких прийнятних доказів.
Визначити число фільмів, в яких знявся Джон Голмс на початку кар'єри, досить важко. Річ у тім, що його ім'я нерідко не вказували в титрах. А коли вказували, то під різними псевдонімами. Так, наприклад, в журналі «Swedish Erotica» було п'ять фотосеансів з Голмсом і у всіх він значився під різними іменами. На зорі порнокар'єри Голмс часто іменувався як «Султан порно» (англ. The Sultan of Smut), за аналогією з прізвиськом Бейба Рута «Султан удару» (англ. The Sultan of Swat). У 1971 році Голмс почав зніматися в серіалі у ролі приватного детектива Джонні Уодда. Режисером і сценаристом більшості серій був Боб Чинн. Після успіху першого фільму попит на фільми з Джонні Уоддом зріс і треба було знімати продовження. Що Чинн і зробив, знявши в тому ж році «Плоть лотоса» (англ. Flesh of the Lotus).
Після успіху фільмів «Глибока глотка» (1972), «За зеленими дверима» (1972) і «The Devil in Miss Jones» (1973), суспільство стало більш поблажливо ставитися до порнографії, хоча законність її гаряче заперечувалася. У цей час Голмс був заарештований за звідництво. Він спробував вийти під заставу, але у його дружини не знайшлося необхідної суми. Не бажаючи перебувати у в'язниці, Голмс погодився стати інформатором. Деякі дослідники стверджують, що згодом Джон Голмс використовував своє становище інформатора для боротьби з конкурентами в порнобізнесі. Проте не знайдено вагомих доказів того, що кого-небудь з порноділків заарештували в результаті інформаторської діяльності Голмса.
Затребуваність Голмса зростала і до 1978 році він заробляв 3000 доларів за один знімальний день. Джон Голмс не мав атлетичного тіла Пітера Норта, юнацької вроди Тома Байрона, освіти Рона Джеремі або ділової хватки Майкла Лукаса. Проте в той час нічого такого особливо і не потрібно, так само як і будь-яких акторських здібностей. Щоб стати зіркою порно, Голмсу вистачило працьовитості і, звичайно, вродженої анатомічної особливості. Джон Голмс, зі слів тих, хто його знав, помірно курив тютюн і іноді марихуану, дуже помірно вживав алкоголь до того, як почав свою порнокар'єру. Однак з залученням в порнобізнес все змінилося в гіршу сторону. За словами його менеджера і друга Білла Емерсона, він викурював до п'яти пачок сигарет в день і випивав близько літра віскі щодня. У процесі зйомок Голмс став вживати кокаїн. Спочатку для підтримки ерекції, а потім постійно. До кінця 1970-х його пристрасть до кокаїну стало серйозною проблемою, в тому числі і в професійному плані. Він почав втрачати здатність підтримувати ерекцію. Це особливо помітно у фільмі «Сексуально ненаситна».
Попри велику кількість сексу на зйомках, Джон Голмс продовжував перебувати у шлюбі з Шерон Гебеніні, а також мав ряд співмешканок. Найбільш близькими були його колега по бізнесу Джулія Сент Вінсент і Дон Шиллер. З останньою він познайомився, коли тій не було ще 16 років. Вона жила з ним протягом декількох років і згодом опублікувала спогади про Джона Голмса і життя з ним. Втративши можливість заробляти в порнобізнесі, Голмс став заробляти на життя продаючи наркотики, займався проституцією сам (як з жінками, так і з чоловіками) і примушував до цього Дон Шиллер. Крім цього він брав участь у шахрайстві з кредитними картами і займався дрібними крадіжками. Зрештою все це призвело Джона до великих неприємностей.

## Вбивство на авеню Вондерленд
Джон Голмс був досить близько знайомий з Едді Нешем, власником кількох нічних клубів і торговцем наркотиками. Неш любив знайомити Голмса зі своїм гостям. Попри те, що Голмс вже майже не знімався, він все ще був популярний. В той таки час Голмс зв'язався з бандою з авеню Вондерленд. Члени банди торгували кокаїном, багато з них самі були наркозалежними. Джон Голмс брав у членів банди кокаїн, для себе і на продаж. З часом він сильно заборгував Рону Лоніусу, ватажкові банди. Лоніус мав репутацію не тільки торговця наркотиками, але і жорстокого вбивці. Побоюючись за своє життя і бажаючи заробити, Голмс навів членів банди на квартиру Неша і допоміг їм проникнути всередину. Бандити, погрожуючи вбивством, змусили Неша відкрити сейф. Здобич виявилася гідною. За офіційними даними понад 100 000 доларів готівкою, 150 000 в ювелірних виробах і (неофіційно) 8 фунтів кокаїну, кілограм героїну і близько 5000 таблеток квайлюда.
А двома днями пізніше Рон Лоніус і троє членів банди були знайдені вбитими в будинку за адресою 8763 Wonderland Avenue. За наявною інформацією, Неш швидко зрозумів, що Голмс так чи інакше причетний до пограбування і змусив його зізнатися. Подальші дії Неша після цього так і залишилися невідомими офіційно, бо він, зрештою, був виправданий. Втім, поліція, практично відразу ж після подачі заяви зробила в будинку Неша обшук і виявила другу схованку з наркотиками, до якого бандити не дісталися. Неш був заарештований і вирушив до в'язниці за зберігання. Голмс же незабаром був допитаний у справі про вбивство і був тимчасово звільнений за браком доказів. Опинившись на волі, він, прихопивши з собою Дон Шиллер, втік. Через кілька місяців Шиллер втекла від Голмса, а 4 грудня 1981 року він був заарештований у Флориді. У березні 1982 року він був звинувачений у скоєнні чотирьох вбивств. Однак 26 червня Джон Голмс був виправданий за всіма пунктами звинувачення, крім одного. Його визнали винним за статтею «Неповагу до суду» і засудили до декількох місяців тюремного ув'язнення.

## Спроба повернення, хвороба і смерть
В листопаді 1982 року Голмс звільнився з в'язниці і відразу ж спробував повернутися в порнобізнес. Однак після звільнення він знову став приймати кокаїн, тому повернулися старі проблеми, а також і брак грошей. До середини 1980-х порноіндустрія почала перехід з кіноплівки на відео. В порноіндустрії з'явилося безліч нових акторів чоловіків, з якими Джону доводилося конкурувати. Голмсу в той час потрібні були гроші, і він був готовий зніматися де завгодно. У 1983 році йому довелося знятися в порнофільмі для гомосексуалів «The Private Pleasures of John C. Holmes». Багато дослідників вважають, що фільмів такої тематики було декілька і саме на їх зйомках Джон заразився ВІЛ. Достеменно відомо лише, що чотири актори з цього фільму через декілька років померли від СНІДу. У цьому ж році Джон Голмс офіційно розлучився зі своєю першою дружиною Шерон Гебеніні і познайомився з Лорі Роуз.
У цей нелегкий для Голмса час йому допоміг з роботою його давній приятель Білл Емерсон. До того вони спільно володіли компанією «Penguin Productions», а в 1984 році обидва влаштувалися в компанію VCX [Архівовано 10 серпня 2011 у Wayback Machine.], де Голмс працював режисером. У 1985 році Емерсон вирішив ввести для всіх учасників зйомок обов'язкове тестування на ВІЛ. Він і Голмс пройшли тестування самі і були визнані здоровими. Проте через шість місяців, при повторному тестуванні, Джон Голмс був визнаний ВІЛ-інфікованим. Влітку 1986 року компанія «Paradise Visuals» запропонувала Голмсу пристойну суму за участь у зйомках порно фільмів у Італії. Представники компанії знали про те, що Голмс є ВІЛ-інфікованим, але проігнорували цей факт. Одним з цих фільмів є «The Rise and Fall of the Roman Empress», оригінальна назва (італ. Carne bollente), «Спекотна плоть». У цьому фільмі з Голмсом знялася Чиччоліна, яка згодом стала депутатом італійського парламенту.
Здоров'я Джона погіршувався, але він продовжував зніматися і намагався приховати свою хворобу. У 1987 році він знявся у фільмі «The Devil in Mr. Holmes». А в червні того ж року Білл Емерсон зробив офіційну заяву, що це останній фільм Голмса і нині актор перебуває в лікарні, після онкологічної операції. 23 січня 1987 року Джон Голмс одружився з Лорі Роуз, попередньо зізнавшись їй, що у нього СНІД. Останні п'ять місяців життя Джон провів у лікарні Лос-Анджелесі. А 13 березня 1988 року помер через численні ускладнення, які пов'язані зі СНІДом. Тіло було кремовано, а його вдова, Лорі і мати прах розвіяли над океаном в районі Окснарда, штат Каліфорнія.

## Міфи і реалії
За час кар'єри Джона Голмса з'явилося безліч чуток про його життя і його самого. Частину з них він створив сам, частина його оточення. Варто перелічити найбільш сумнівні.
- Член Голмса був настільки великий, що йому довелося припинити носити труси, бо внаслідок ерекції еластичний пояс на трусах рвався 4-5 разів в місяць.

Це аж ніяк не єдиний міф, пов'язаний з розміром його чоловічої гідності. В реальності не проводилося офіційних вимірювань, підкріплених документально. У різний час наводилися різні розміри від 25 до 38 сантиметрів в довжину.
- Існує також міф про те, що при повній ерекції Голмс не раз втрачав свідомість внаслідок відтоку крові від голови. Навіть якщо допустити розмір 38 сантиметрів, абсурдність такого твердження очевидна.
- Джон Голмс мав науковий ступінь (галузі наук наводяться різні), отриману в Каліфорнійському університеті в Лос-Анджелесі. У реальності, Голмс мав лише незакінчену середню освіту, про що з гумором оповів Білл Емерсон у фільмі «Водд: життя і часи Джона Голмса» [Архівовано 10 квітня 2016 у Wayback Machine.]
- В юнацькому віці Джон Голмс грав Едді Хэскелла в сіткомі «Leave It to Beaver». Насправді роль зіграв Кен Осмонд, що має віддалену подібність з Голмсом. Причиною ж чуток стало те, що Джон Голмс знявся в декількох фільмах під псевдонімом «Едді Хескелл».[16]
- Джон Голмс неодноразово стверджував, що мав сексуальний зв'язок з 14 000 жінок. Однак Люк Форд, журналіст, що спеціалізується на висвітленні різних сторін порнобізнесу та осіб, до нього причетних, вважає, що в реальності можна говорити лише про 3000 жінок за весь час.

## У масовій культурі
Життя Джона Голмса описана в кількох книгах, у великій статті, опублікованій в журналі «Rolling Stone». Крім того, про нього знято два документальних фільми і два художніх.
Одним з них є «Вондерленді», де зіграв Джона Голмса Вел Кілмер. А другий, «Ночі в стилі бугі», заснований на біографії Голмса. Головного героя у ньому зіграв Марк Волберг. Про Джона Голмса як володаря феноменального чоловічої гідності згадує Mr. Brown, персонаж з фільму «Скажені пси». Музичний виконавець Perturbator випустив пісню з альбому «Terror 404» присвячену Голмсу.

## Вибрана фільмографія
| - Sex and the Single Vampire (1970) - Johnny Wadd (1971) - Flesh of the Lotus (1971) - Blonde in Black Lace (1972) - Tropic of Passion (1973) - Rings of Passion (1973) - The Touch (1973) - Teenage Cowgirls (1973) - The Danish Connection (1974) - Oriental Sex Kitten (1975) - Tell Them Johnny Wadd Is Here (1976) - Liquid Lips (1976) - Dear Pam (1976) - The Return Of Dick Doorstop (1976) - Fantasm ('Fruit Salad' segment) (1976) - The Autobiography of a Flea (1976) - Tapestry of Passion (1976) - Hard Soap, Hard Soap (1977) - Eruption (1977) - The Jade Pussycat (1977) - Pizza Girls (1978) - The China Cat (1978) - Blonde Fire (1978) - The Erotic Adventures of Candy (1978) - The Senator's Daughter (1979) | - Dracula Sucks aka Lust at First Bite (1979) - Superstar John Holmes (1979) - Taxi Girls (1979) - California Gigolo (1979) - Sweet Captive (1979) - Insatiable (1980) - Prisoner of Paradise (1980) - Aunt Peg (1980) - Up 'n Coming (1983) - Nasty Nurses (1983) - Heat of the Moment (1983) - The Private Pleasures of John C. Holmes (1983) - Girls on Fire (1984) - Looking for Mr. Goodsex (1985) - The Grafenberg Spot (1985) - Marina Vice (1985) - Rubdown (1985) - The Erotic Adventures of Dickman and Throbbin (1986) - Rockey X (1986) - The Return of Johnny Wadd (1986) - Saturday Night Beaver (1986) - The Rise of the Roman Empress (1986) - The Devil in Mr. Holmes (1986) - Angels and Semen (1986) - Big Daddy Bryant |